# Петриківський район
Петрикі́вський райо́н — колишній район у північно-західній частині Дніпропетровської області України. Адміністративний центр — селище міського типу Петриківка. Населення на 1 лютого 2012 року становило 25 626 осіб.

## Географія
Межував район з Дніпровським, Царичанським, Криничанським, Верхньодніпровським, Магдалинівським районами та Кобеляцьким районом Полтавської області.
Рельєф рівнинний, подекуди трапляються балки, байраки, болота. Територія омивається водами Дніпра та Кам'янського водосховища. Через район тече річка Оріль, яка має притоку — Чаплинку. У 70-х роках XX ст. на невгіддях у басейні річок створене рибне господарство. У надрах землі знайдено поклади кам'яного вугілля, природного газу, запаси будівельних глин і піску.

## Історія
Земля Петриківського району була ядром Протовчанської паланки Запорозької Січі.
Як адміністративна одиниця був Петриківський район утворений на початку 1923 року. За нацистської окупації, у 1942-43 роках, район входив до Петриківського ґебіту. У 1963 році був розділений між Царичанським та Дніпровським районами. Відновлений район у 1991 році.

## Адміністративний устрій
Район адміністративно-територіально поділявся на 3 селищні ради та 6 сільських рад, які об'єднують 20 населених пунктів та підпорядковані Петриківській районній раді. Адміністративний центр — смт Петриківка.

### Поселення
| Поселення       | 1886 рік | 1989 рік | 2001 рік |
| --------------- | -------- | -------- | -------- |
| 2000-4999       |          |          |          |
| Петриківка      | 11668    | 5100     | 4913     |
| Лобойківка      | 660      | 3600     | 3047     |
| Курилівка       | 857      | 2700     | 2551     |
| Хутірське       | -        | 2400     | 2168     |
| 1000-1999       |          |          |          |
| Чаплинка        | 6874     | 1800     | 1978     |
| Іванівка        | 666      | 2400     | 1957     |
| Мала Петриківка | -        | 2400     | 1917     |
| Єлизаветівка    | 2052     | 2500     | 1779     |
| Миколаївка      | 866      | 1400     | 1285     |
| Шульгівка       | 3100     | 1700     | 1191     |
| Гречане         | 600      | 1400     | 1004     |
| 500-999         |          |          |          |
| (немає)         |          |          |          |

## Економіка
Район сільськогосподарський. Основні галузі сільського господарства: рослинництво, тваринництво, переробка.
Виробництвом та переробкою сільськогосподарської продукції займаються 12 агропромислових підприємств, такі як «Придніпровець» (риболовецьке), «Дніпровський» (тепличний комбінат), «Оріль-Лідер» (птахофабрика), Петриківський рибгосп, ЗАТ «Агротехсервіс», «Родючість» та інші, 72 фермерських господарства.
У районі працюють: молокозавод, 11 олійниць, 2 консервних та ковбасний цехи, 4 млини.
Загальновідомі своїми художніми виробами фабрика «Петриківський розпис» та творче об'єднання «Петриківка».
Будівельними організаціями району збудовано один із найкращих в області Курилівський ясла-садок та Чаплинську середню школу, районний вузол зв'язку, проведено газопровід до райцентру, завершується реконструкція тепличного комбінату «Дніпро».

## Транспорт
Район перетинає автомобільна дорога Н31 (Дніпро — Решетилівка), створюючи зручні транспортні маршрути республіканського та місцевого сполучення. Також проходять Т 0405, Т 0412, Т 0414 та Т 0441.
Територією району проходить залізнична гілка Кам'янське-Пасажирське — Новомосковськ-Дніпровський, два зупинних пункти: 50 км та Кам'янське-Лівобережне.

## Населення
Розподіл населення за віком та статтю (2001)
| Стать | Всього | До 15 років | 15-24 | 25-44 | 45-64 | 65-85 | Понад 85 |
| --- | ------ | ----------- | ----- | ----- | ----- | ----- | -------- |
| Чоловіки | 12 100 | 2259        | 1554  | 3449  | 3277  | 1485  | 76       |
| Жінки | 13 889 | 1963        | 1523  | 3305  | 3783  | 2973  | 342      |
| \| Статево-вікова піраміда \| Статево-вікова піраміда \| Статево-вікова піраміда \| \| ----------------------- \| ----------------------- \| ----------------------- \| \| Чоловіки \| Вік \| Жінки \| \| 76 \| 85 + \| 342 \| \| 101 \| 80-84 \| 411 \| \| 266 \| 75-79 \| 810 \| \| 590 \| 70-74 \| 998 \| \| 528 \| 65-69 \| 754 \| \| 1104 \| 60-64 \| 1420 \| \| 594 \| 55-59 \| 715 \| \| 748 \| 50-54 \| 815 \| \| 831 \| 45-49 \| 833 \| \| 933 \| 40-44 \| 899 \| \| 829 \| 35-39 \| 811 \| \| 864 \| 30-34 \| 792 \| \| 823 \| 25-29 \| 803 \| \| 742 \| 20-24 \| 732 \| \| 812 \| 15-20 \| 791 \| \| 944 \| 10-14 \| 832 \| \| 752 \| 5-9 \| 665 \| \| 563 \| 0-4 \| 466 \| |        |             |       |       |       |       |          |
| Статево-вікова піраміда |        |             |       |       |       |       |          |
| Чоловіки | Вік    | Жінки       |       |       |       |       |          |
| 76 | 85 +   | 342         |       |       |       |       |          |
| 101 | 80-84  | 411         |       |       |       |       |          |
| 266 | 75-79  | 810         |       |       |       |       |          |
| 590 | 70-74  | 998         |       |       |       |       |          |
| 528 | 65-69  | 754         |       |       |       |       |          |
| 1104 | 60-64  | 1420        |       |       |       |       |          |
| 594 | 55-59  | 715         |       |       |       |       |          |
| 748 | 50-54  | 815         |       |       |       |       |          |
| 831 | 45-49  | 833         |       |       |       |       |          |
| 933 | 40-44  | 899         |       |       |       |       |          |
| 829 | 35-39  | 811         |       |       |       |       |          |
| 864 | 30-34  | 792         |       |       |       |       |          |
| 823 | 25-29  | 803         |       |       |       |       |          |
| 742 | 20-24  | 732         |       |       |       |       |          |
| 812 | 15-20  | 791         |       |       |       |       |          |
| 944 | 10-14  | 832         |       |       |       |       |          |
| 752 | 5-9    | 665         |       |       |       |       |          |
| 563 | 0-4    | 466         |       |       |       |       |          |

За даними Головного управління статистики в Дніпропетровській області кількість населення в районі на 1 лютого 2011 року становила 25 558 осіб.

## Соціальна сфера
На території району діють 13 загальноосвітніх шкіл, 2 школи-садки, дитячі художня та музична школи, будинок дитячої творчості, 10 дитячих дошкільних закладів, професійно-технічне училище №79, декоративно-прикладного мистецтва, юнацька спортивна школа.
Є бібліотеки, будинки культури, будинки дозвілля, відділення Художнього музею Дніпропетровська — Петриківський музей етнографії, побуту та народно-прикладного мистецтва.
До послуг населення районна лікарня з відділеннями, 3 дільничні лікарні, 3 медичні амбулаторії, 9 фельдшерсько-акушерських пунктів.

## Політика
25 травня 2014 року відбулися Президентські вибори України. У межах Петриківського району було створено 14 виборчих дільниць. Явка на виборах складала — 48,57% (проголосували 9 785 із 20 148 виборців). Найбільшу кількість голосів отримав Петро Порошенко — 47,47% (4 645 виборців); Анатолій Гриценко — 8,73% (854 виборців), Олег Ляшко — 8,71% (852 виборців), Сергій Тігіпко — 7,77% (760 виборців), Юлія Тимошенко — 7,58% (742 виборців). Решта кандидатів набрали меншу кількість голосів. Кількість недійсних або зіпсованих бюлетенів — 1,97%.

## Культура

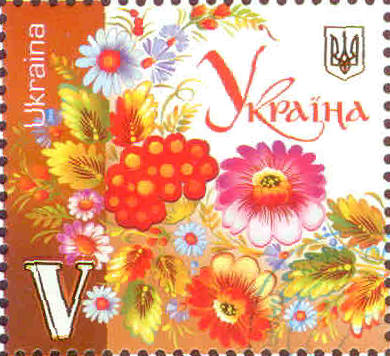
Марка присвячена Петриківському живопису

У Петриківці діє Центр народного мистецтва «Петриківка», який було створено 1991 року. Це перше підприємство в Україні, де народні майстри з найманих працівників перетворилися на співвласників. Підприємство створює вироби з дерева з петриківським розписом на токарній, столярній та ручно-різьбленій основах на базі древніх народних традицій регіону. Кожний майстер працює за власними задумами, має своє творче обличчя. Колектив об'єднує 40 провідних майстрів Петриківки, серед них 20 членів Національної Спілки художників України, 5 заслужених майстрів народної творчості України. Твори майстрів з успіхом експонувалися на виставках у Польщі, Канаді, Франції, Голландії, Німеччині, США, Японії, Китаї. Замовниками виробів є вищі органи державної влади, провідні банки та установи України.